# Kærum Kirke
Kærum Kirke er kirken i Kærum Sogn. Kirken ligger tæt på sekundærrute 323 mellem Assens og Haarby på Vestfyn.
- Kærum Kirke fra vest
- Kærum Kirke fra sydøst
- Kærum Kirke fra nordøst

- Kærum Kirkes indgang
- Kærum Kirkes tårn

## Eksterne kilder og henvisninger
- Kærum Kirke Arkiveret 31. januar 2011 hos  Wayback Machine hos nordenskirker.dk
- Kærum Kirke hos KortTilKirken.dk